# Министерство атомной энергетики СССР
Министерство атомной энергетики СССР — общесоюзное министерство, входило в состав топливно-энергетического комплекса СССР под руководством бюро Совета Министров СССР по топливно-энергетическому комплексу, орган государственного управления СССР, осуществлявший функции по управлению атомной отраслью промышленности с 1986 по 1989 год.

## История
7 июля 1986 в пункте № 21 совершенно секретного постановления ЦК КПСС «О результатах расследования причин аварии на Чернобыльской АЭС» Совету Министров СССР была поставлена задача в двухнедельный срок подготовить предложения по созданию профильного министерства. Ровно через две недели — 21 июля 1986 года было создано Министерство атомной энергетики СССР.
В 1987 году рамках «Перестройки» вело работу по конверсии военного производства атомной отрасли. Одной из задач министерства после аварии на ЧАЭС было строительство нового города, рассчитанного на проживание 30 000 человек. В 1990 году решение о строительстве нового города было отменено Совмином СССР.
27 июня 1989 года Министерством атомной энергетики СССР было объединено с Министерством среднего машиностроения СССР в Министерство атомной энергетики и промышленности СССР.

## Руководство
Луконин Николай Фёдорович — советский инженер, государственный деятель, министр атомной энергетики СССР с 1986 по 1989 год, Герой Социалистического Труда, Лауреат Ленинской премии.